# リニューアブル・ジャパン
リニューアブル・ジャパン株式会社は、太陽光発電所等の再生可能エネルギー発電所の開発・発電・運営管理を行う日本の企業。再生可能エネルギー発電所の開発から設計・建設、資金調達、運営・管理、発電まで、事業全般を一気通貫で提供している。

## 沿革
- 2012年1月 - 会社設立
- 2016年2月 - インフラファンドの投資運用事業を目的として、アールジェイ・インベストメント株式会社を設立
- 2017年3月 - 日本再生可能エネルギーインフラ投資法人が、株式会社東京証券取引所インフラファンド市場に上場
- 2017年8月 - 東急不動産と再生可能エネルギー事業領域における資本業務提携
- 2018年11月 - みらい電力の株式を取得
- 2019年12月 - JXTGエネルギー（現ENEOS）と再生可能エネルギー事業領域における資本業務提携
- 2020年3月 - 東急不動産へアールジェイ・インベストメント株式会社の株式の一部を譲渡
- 2020年7月 - 関西電力と再生可能エネルギー事業領域における資本業務提携
- 2021年2月 - 初の水力発電所となる、赤芝水力発電所を取得
- 2021年12月 - 東京証券取引所マザーズに上場
- 2022年6月 - 日本再生可能エネルギーインフラ投資法人を連結子会社化
- 2025年1月 - 東急不動産による株式公開買付けが成立。
- 2025年3月 - 東京証券取引所グロース市場上場廃止。株式併合により株主が東急不動産及びH&Tコーポレーションのみとなる[1]。
- 2025年6月 - 奈良県吉野町の町議会議員に便宜を図ってもらった見返りに現金200万円を渡したとして元社長の眞邉勝仁が贈賄の疑いで逮捕された[2][3]。